# Patrycja Królikowska
Patrycja Królikowska (ur. 15 maja 1992 w Łodzi) – polska piłkarka ręczna, mistrzyni i reprezentantka Polski.

## Kariera sportowa
Jest wychowanką ChKS Łódź, od 2011 reprezentowała barwy Vistalu Łączpol Gdynia, zdobywając z tym klubem mistrzostwo Polski w 2012. Od 2013 występowała w Pogoni Szczecin, zdobywając brązowy medal mistrzostw Polski w 2015 i wicemistrzostwo Polski w 2016. Od 2018 była zawodniczką MKS Perły Lublin. Od sezonu 2021/2022 zawodniczka MKS Piotrcovii Piotrków Trybunalski.
Z reprezentacją Polski juniorek zajęła 4. miejsce ma mistrzostwach Europy U-18 w 2010. W 2011 wystąpiła na młodzieżowych mistrzostwach Europy (U-19), zajmując z drużyną 13. miejsce, w 2012 zagrała na młodzieżowych mistrzostwach świata (U-21), zajmując z zespołem 7. miejsce. W reprezentacji Polski seniorek debiutowała 23 września 2011 w towarzyskim spotkaniu z Czechami. W 2016 wystąpiła na mistrzostwach Europy, zajmując z drużyną 15. miejsce.